# Сенсация (фильм, 2024)
«Сенсация» (англ. Scoop) —  художественный фильм британского режиссёра Филипа Мартина по сценарию Питера Моффата, с Джиллиан Андерсон, Руфусом Сьюэллом, Кили Хоус и Билли Пайпер в главных ролях, производство «Netflix». Мировая премьера состоялась 5 апреля 2024 года.

## Сюжет
Сюжет фильма посвящён скандальному телеинтервью (англ. Prince Andrew & the Epstein Scandal) принца Эндрю, которое член монаршей семьи дал Эмили Мейтлис, ведущей программы Би-би-си «Newsnight» 16 ноября 2019. В беседе с телеведущей Британской вещательной компании герцог Йоркский рассказал о своих отношениях с осуждённым за сексуальные преступления американским бизнесменом Джеффри Эпштейном. В результате разразившегося скандала принц Эндрю был отстранён от исполнения обязанностей члена королевской семьи.
Закулисная история женщин, которые вели переговоры с Букингемским дворцом, чтобы добиться «сенсации десятилетия», которая стала публичным катализатором падения принца в телеинтервью, посвящённом отношениям Эндрю с Джеффри Эпштейном и обвинениям Эндрю в сексуальном насилии, которые Эндрю отрицает и в начале 2022 года урегулировал во внесудебном порядке за 12 миллионов фунтов стерлингов. Позже интервью было описано не как автокатастрофа, а как «самолёт, врезавшийся в нефтяной танкер, вызвавший цунами, которое спровоцировало ядерный взрыв».

## В ролях
- Джиллиан Андерсон — Эмили Мейтлис[англ.]
- Руфус Сьюэлл — принц Эндрю
- Кили Хоус — Аманда Тирск
- Билли Пайпер — Сэм Макалистер[англ.]
- Аманда Редман — Нетта Макалистер
- Чарити Уэйкфилд — принцесса Беатрис
- Ромола Гарай — Эсме Рен
- Коннор Суинделлс — Джей Доннелли
- Пол Попплуэлл[англ.] — редактор Би-би-си
- Лия Уильямс[англ.] — Фрэн Унсворт[англ.]
- Колин Уэлс[англ.] — Джеффри Эпштейн

## Производство
В июле 2022 года стало известно, что знаменитый британский драматург и сценарист Питер Моффат («Перчатки Набокова» / «Nabokov's Gloves», 1998; «Шпионы из Кембриджа», «Шёлк») работает над проектом для нового фильма об интервью 2019-го года принца Эндрю «Newsnight», высказывались предположения, что роль опального Его Высочества может сыграть Хью Грант.
О запуске съёмок фильма стало известно в феврале 2023 года, когда на роль протагониста был утверждён Руфус Сьюэлл. Производством занялась завершавшая после смерти Елизаветы II 6-й сезон «Короны» американская «Netflix». В актёрский состав нового эпизода «саги о Виндзорах» также вошли Джиллиан Андерсон, Кили Хоус и Билли Пайпер. В основу сценария Питера Моффата легли мемуары организатора интервью продюсера «Newsnight» Сэм Макалистер — «Сплетни: за кулисами самых шокирующих интервью Би-би-си» / «Scoops: Behind The Scenes of the BBC’s Most Shocking Interviews».
Режиссёром фильма выступил один из авторов «Короны» Филип Мартин (среди прочего, автор мини-сериала «Екатерина Великая»). В феврале 2023 года издание «Digital spy» опубликовало первый кадр с Джиллиан Андерсон в роли Эмили Мейтлис. В марте к актёрскому составу присоединились Ромола Гарай, Коннор Суинделлс, Чарити Уэйкфилд. В марте 2024 вышел трейлер готовой картины.